# Phil Soto
Phillip Lewis „Phil“ Soto (* 3. März 1926 in Los Angeles; † 4. November 1997 in Pomona) war ein US-amerikanischer Politiker (Demokratische Partei). Er war ein Wegbereiter für die Gleichbehandlung der hispanischen Bevölkerung in Kalifornien und Vorbild späterer hispanischer Politiker.
Soto wurde in Boyle Heights, einem damals überwiegend jüdischen Stadtteil von Los Angeles, geboren. Im Zweiten Weltkrieg diente er als Bombenschütze im Südpazifik. Nach dem Krieg konnte er sich dank der G. I. Bill zum Fernsehtechniker weiterbild und sich dann selbständig machen. 1948 heiratete er Nell Garcia.
Politisch engagierte sich Phil Soto bereits kurz nach dem Krieg, als er sich für die Rechte hispanischer Veteranen einsetzte. Mitte der 1950er betrieb er aktiv die Inkorporation der Stadt La Puente. Soto war 1958 deren erster Bürgermeister und bis 1962 im Stadtrat. In diesem Jahr wurde er in die California State Assembly gewählt. Zusammen mit John Moreno gehörte er zu den ersten beiden Latino-Abgeordneten. Soto wurde 1964 wiedergewählt, durch die Umgestaltung der Wahlkreise war er zwei Jahre später jedoch chancenlos.
1966 nahm Soto am von César Chávez organisierten Protestmarsch der United Farm Workers teil und unterstützte auch dessen Mitstreiterin Dolores Huerta. Ende der 1960er wurde Soto von Präsident Lyndon B. Johnson zum Leiter eines Armutsbekämpfungsprogramms für East Los Angeles gemacht, ein Amt er bis 1988 ausübte. Danach unterstützte Phil seine Frau Nell beim Start ihrer politischen Karriere.
Phil Soto starb 1997 im Alter von 71 Jahren nach Auskunft seiner Familie an Lungenkrebs.